# Wampir z Feratu
Wampir z Feratu (cz. Upír z Feratu) – czechosłowacki film fantastycznonaukowy z gatunku horror w reżyserii Juraja Herza z 1982 roku. Adaptacja opowiadania Josefa Nesvadby „Upír po dvaceti letech”.

## Obsada
- Jiří Menzel jako dr Marek
- Dagmar Veškrnová jako Mima Veberová
- Jana Břežková jako Luisa / Klára Tomášová
- Petr Čepek jako trener Antonín Kříž
- Jan Schmid jako dr Kaplan, kandydat nauk
- Zdenka Procházková jako Madame Ferat
- Blanka Waleská jako babcia Luisy
- Zdeněk Ornest jako sekretarz
- Ilja Racek jako docent w sali autopsyjnej
- Vít Olmer jako doktor w sali autopsyjnej
- Michal Pavlata jako dr Radek
- Milan Mach jako reporter telewizyjny
- Pavel Vondruška jako taksówkarz
- Daniela Vacková jako pielęgniarka
- Erna Červená jako babka
- Lena Birková jako kobieta w oknie
- Míla Myslíková jako kobieta w oknie (głos)
- Juraj Herz jako wampir na filmie
- Miloslav Štibich jako urzędnik
- Bořík Procházka jako psychiatra
- Miroslav Středa jako technik
- Rudolf Hrušínský młodszy jako redaktor z telewizji
- Roman Hemala jako organizator